# Slavec
Slavec, ungarisch Szalóc (bis 1948 slowakisch „Salovec“ – bis 1927 auch „Solovec“) ist eine Gemeinde im Osten der Slowakei mit 467 Einwohnern (Stand 31. Dezember 2024), die zum Okres Rožňava, einem Kreis des Košický kraj, gehört und zur traditionellen Landschaft Gemer gezählt wird.

## Geographie
Die Gemeinde befindet sich inmitten des Slowakischen Karstes in einem canyonartigen Tal des Flusses Slaná. Das Gemeindegebiet erstreckt sich sowohl im Tal als auch auf den zwei Plateaus beiderseits des Tals; diese sind die Plešivská planina westlich und Silická planina östlich des Ortes. Im letztgenannten Plateau sind einige Höhlen, Schluchten und Quellen zu finden, zum Beispiel die Gombasecká jaskyňa. Das Ortszentrum liegt auf einer Höhe von 230 m n.m. und ist zehn Kilometer von Rožňava entfernt.
Neben dem Hauptort Slavec gehört seit 1961 der Ortsteil Vidová (ungarisch Vígtelke) zur Gemeinde, ebenso wie Weiler Gombasek und Hámor.
Nachbargemeinden sind Brzotín im Norden, Silica im Osten, sehr kurz Silická Brezová im Südosten und Plešivec im Süden und Westen.

## Geschichte

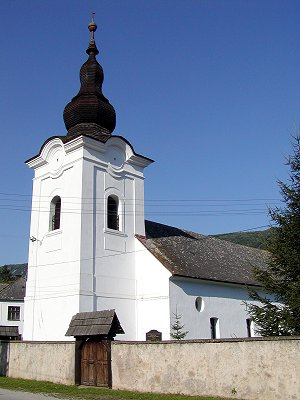
Kirche von Slavec

Slavec wurde zum ersten Mal 1320 als Zalouchhaza schriftlich erwähnt, im 14. Jahrhundert war das Dorf Gegenstand eines Streits zwischen den Geschlechtern Bebek und Mariássy. 1371 entstand in Gombasek ein Pauliner-Kloster, welchem ein Teil des Ortes bis 1556 gehörte. Weitere Gutsherren waren Hámossy, Esterházy, Ragály und zuletzt Andrássy. 1828 zählte man 62 Häuser und 439 Einwohner, die in der Kalkbrennerei, Landwirtschaft, als Hirten und Hüttenarbeiter beschäftigt waren.
Bis 1918/1919 gehörte der im Komitat Gemer und Kleinhont liegende Ort zum Königreich Ungarn und kam danach zur Tschechoslowakei beziehungsweise heute Slowakei. Von 1938 bis 1945 war er auf Grund des Ersten Wiener Schiedsspruchs noch einmal Teil Ungarns.

## Bevölkerung
| Jahr                | 1994 | 2004    | 2014    | 2024    |
| ------------------- | ---- | ------- | ------- | ------- |
| Anzahl der Personen | 491  | 471     | 460     | 467     |
| Unterschied         |      | −4,07 % | −2,33 % | +1,52 % |

| Jahr                | 2023 | 2024    |
| ------------------- | ---- | ------- |
| Anzahl der Personen | 459  | 467     |
| Unterschied         |      | +1,74 % |

Nach der Volkszählung 2011 wohnten in Slavec 458 Einwohner, davon 235 Magyaren, 157 Slowaken, 17 Roma, sieben Tschechen und ein Ukrainer. 41 Einwohner machten keine Angabe. 170 Einwohner bekannten sich zur reformierten Kirche, 87 Einwohner zur römisch-katholischen Kirche, 13 Einwohner zur evangelisch-methodistischen Kirche, neun Einwohner zu den Zeugen Jehovas, sechs Einwohner zur griechisch-katholischen Kirche, fünf Einwohner zur evangelischen Kirche A. B., zwei Einwohner zur evangelistischen Kirche und ein Einwohner zur apostolischen Kirche. 106 Einwohner waren konfessionslos und bei 59 Einwohnern wurde die Konfession nicht ermittelt.

## Sehenswürdigkeiten
- Höhle Gombasecká jaskyňa, 1951 entdeckt und seit 1955 touristisch erschlossen
- reformierte Kirche in Slavec, ursprünglich im gotischen Stil errichtet, 1801 wesentlich umgebaut
- Ruinen des Pauliner-Klosters aus dem Jahr 1371, 1556 zerstört